# Morphoeuops carinatus
Morphoeuops carinatus es una especie de coleóptero de la familia Attelabidae.

## Distribución geográfica
Habita en la China.